# فیلیپ ساوتوراگا
فیلیپ ساوتوراگا (انگلیسی: Filipe Sauturaga؛ زادهٔ ۱۹ ژوئن ۱۹۹۴) بازیکن راگبی ۷ نفره اهل فیجی است.
وی در مسابقات کشوری و بین‌المللی در مجموع برندهٔ ۱ مدال طلا، ۲ مدال نقره شده است.